# بوينغ إل-15 سكوت
بوينغ إل-15 سكوت (بالإنجليزية: Boeing L-15 Scout)‏ هي طائرة ستول أنتجت في الولايات المتحدة. من صناعة بوينغ. كان أول طيران لها في 13 يوليو 1947. صنع منها 12 طائرة.

## معرض صور

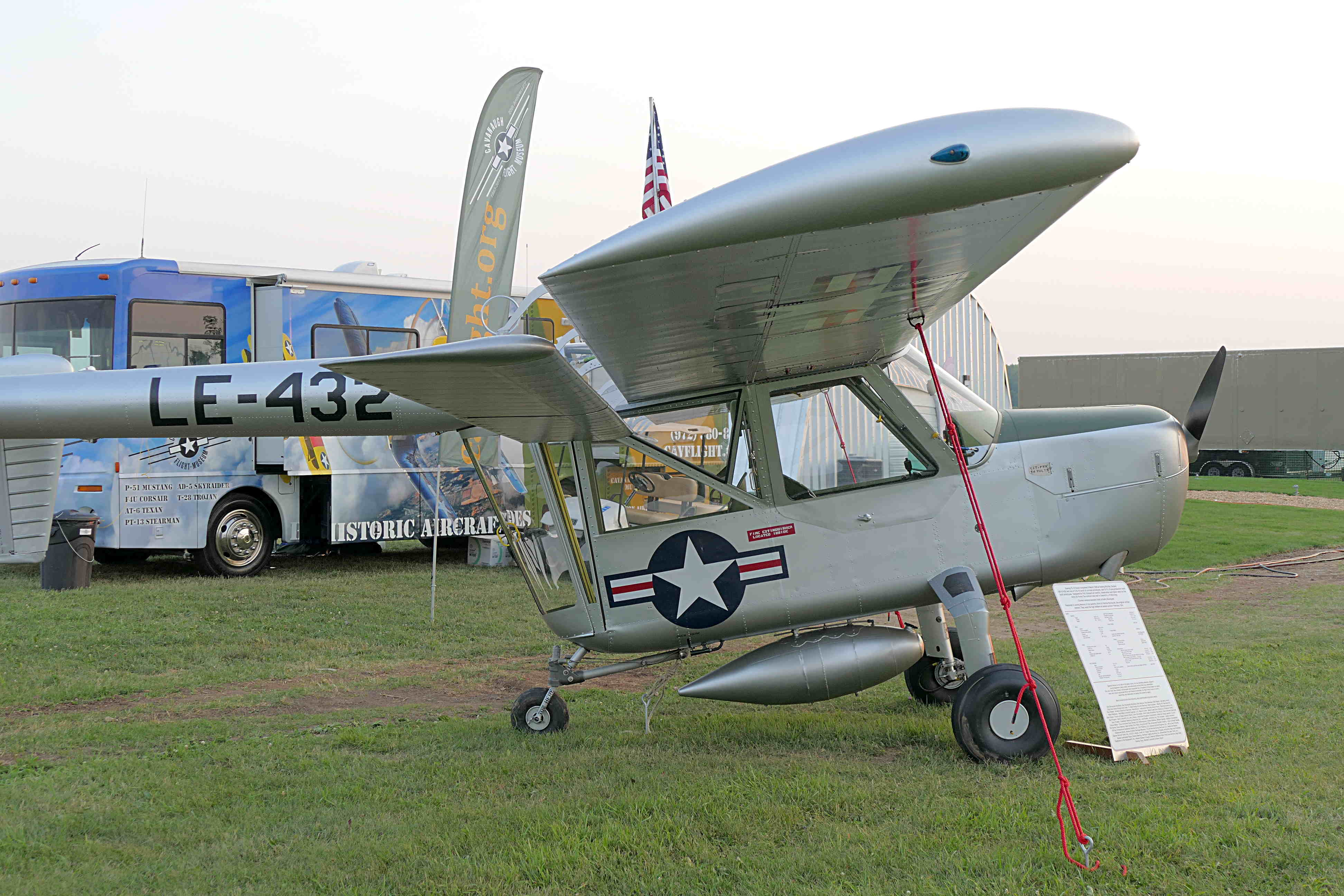
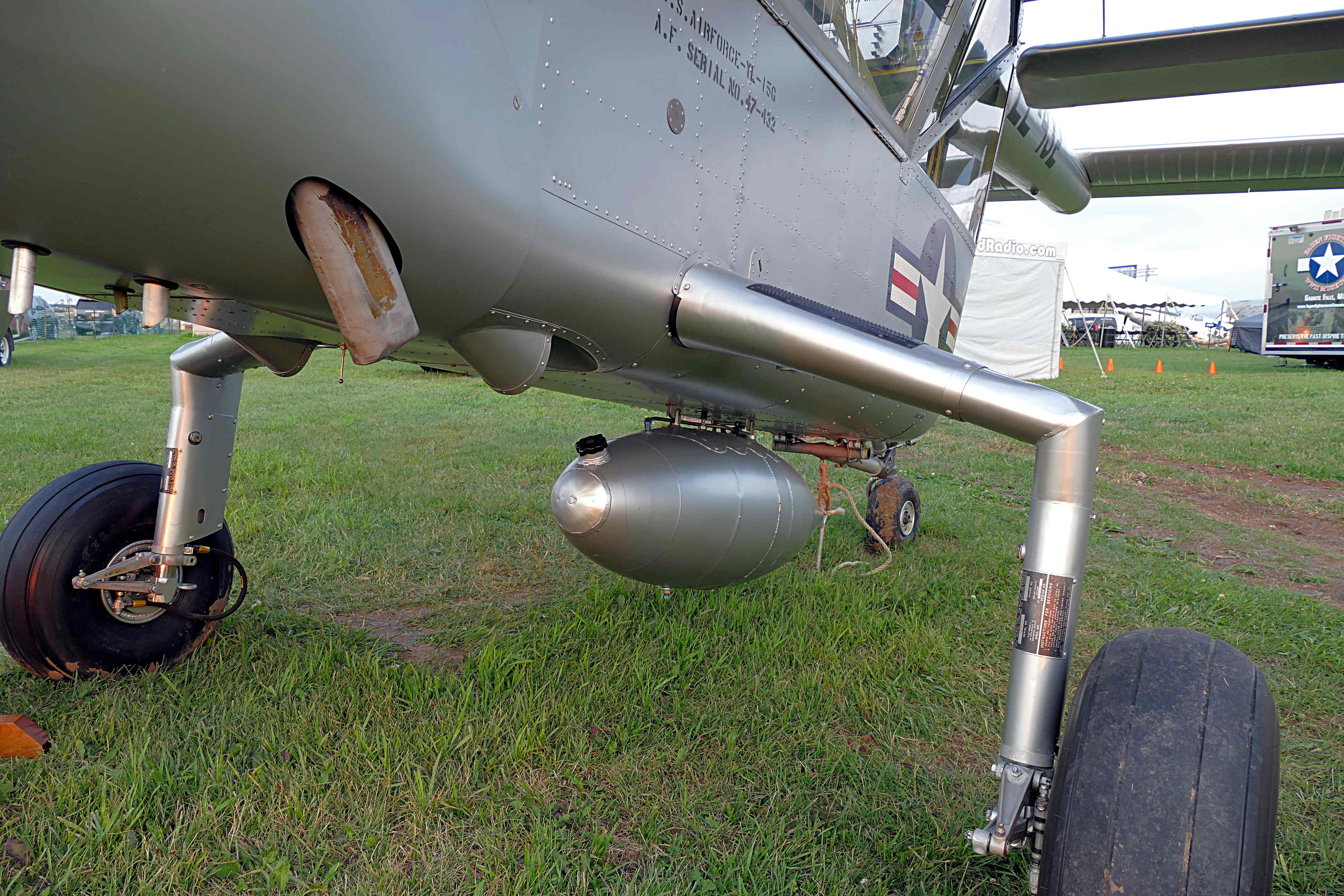
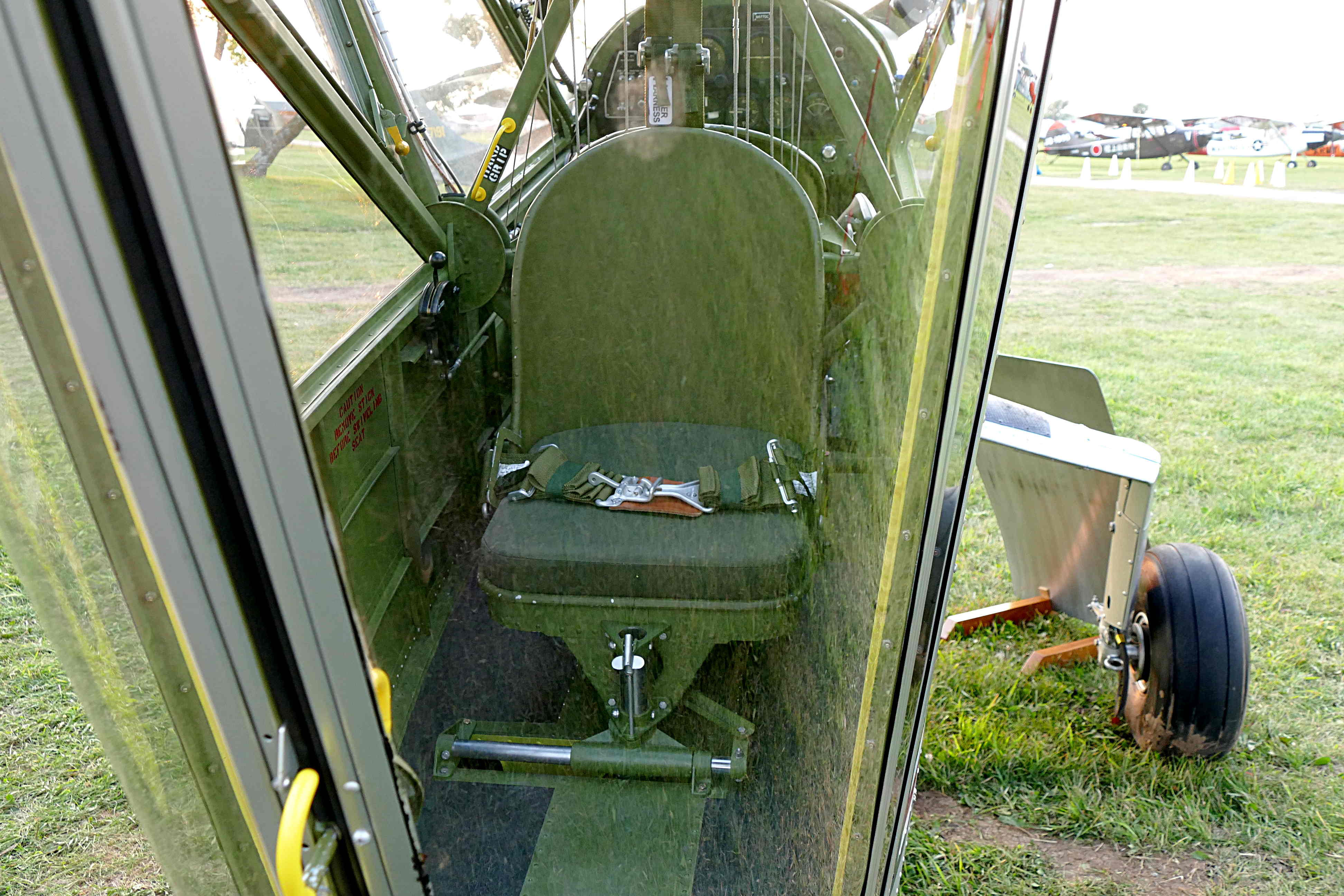
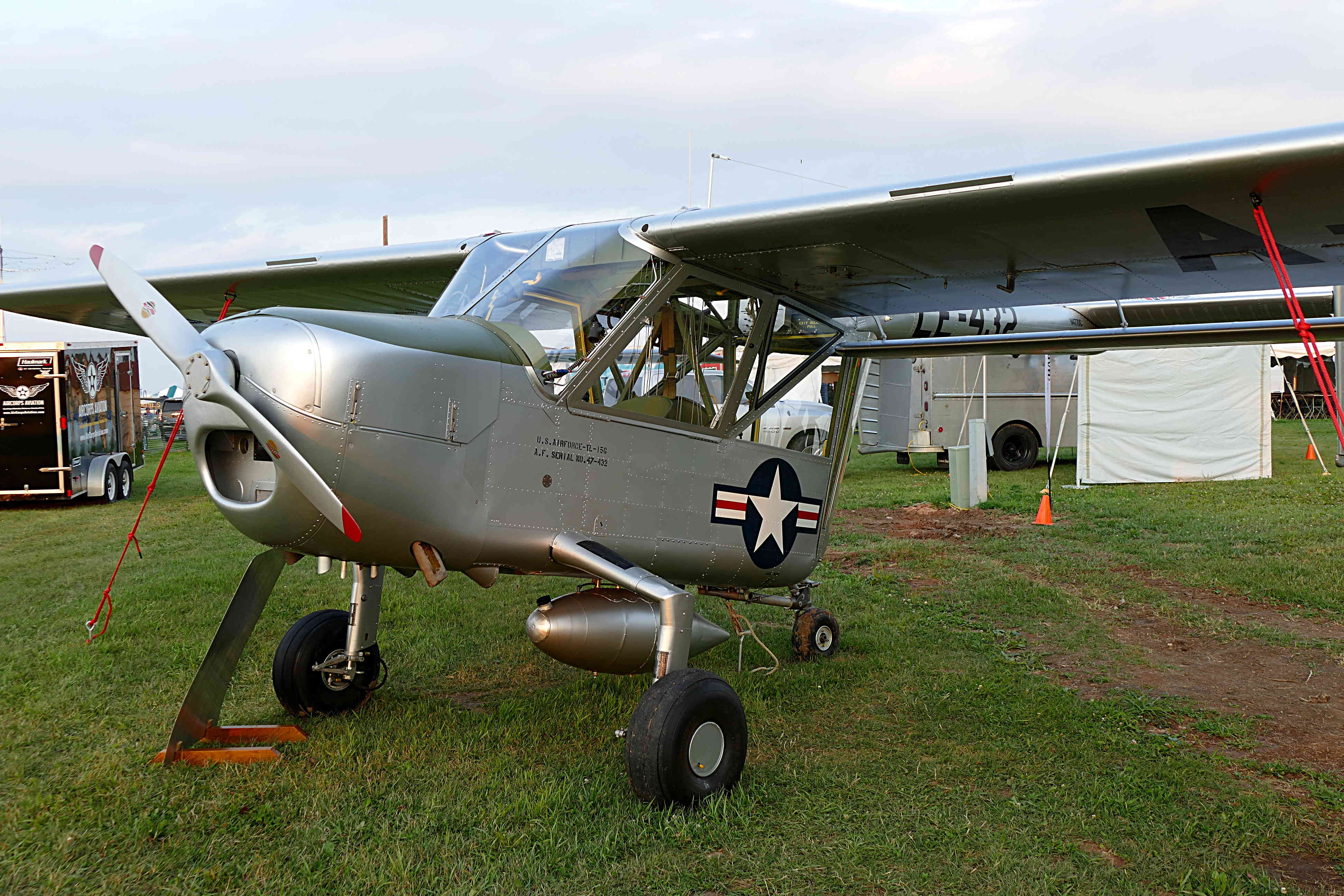
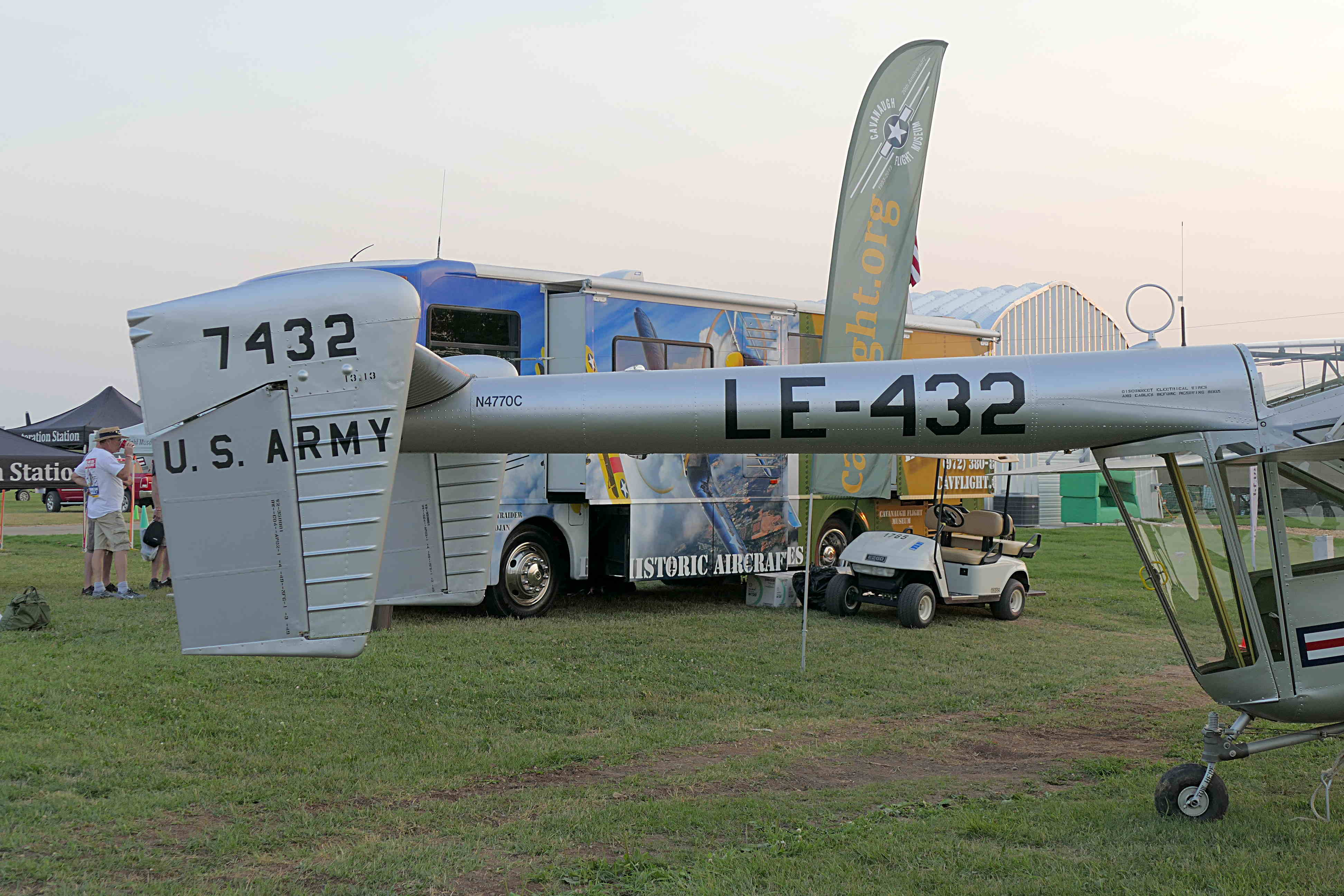